# Konrad von Maurer
Konrad von Maurer (født 29. april 1823 i Frankenthal, død 16. september 1902 i München) var en tysk retshistoriker, søn af Georg Ludwig von Maurer.
Efter at have afsluttet sine universitetsstudier blev han allerede i en meget ung alder ekstraordinær professor ved Münchens Universitet 1847, 8 år senere ordentlig, i tysk privatret og retshistorie. Senere blev han udnævnt til professor i nordisk retshistorie ved samme universitet,, og den stilling beklædte han, indtil han på grund af alderdom tog sin afsked. Tidlig blev det udelukkende den nordiske, specielt den norsk-islandske retshistorie, han beskæftigede sig med, og her
har hans virksomhed været epokegørende, hans undersøgelser afgørende. Maurers alsidige videnskabelige virksomhed er altid præget af den største grundighed og nøjagtighed. Ingen kilde lades uænset, intet spørgsmål lades udrøftet, som mulig kunne kaste lys over emnet; en aldrig svigtende samvittighedsfuldhed og hensyntagen til andres meninger giver det hele en sjælden vederhæftighedens karakter. Hertil kommer en gennemtrængende skarpsindighed. Alle disse egenskaber har samvirket til at frembringe så udmærkede og epokegørende resultater. Han blev medlem af Vitterhets-, historie- och antikvitetsakademien i 1872, af Vetenskapssocieteten i Uppsala i 1878 samt af Vetenskaps- och vitterhetssamhället i Göteborg og Videnskabernes Selskab i København i 1885. På hans 70-årige fødselsdag bragtes der ham hyldest fra flere sider; deriblandt overraktes der ham et festskrift forfattet af tyske, danske, norske og islandske elever og venner. 